# Perris Benegas
Perris Benegas, née le 22 juillet 1995 à Reno, est une cycliste américaine spécialiste du BMX freestyle. Elle s'illustre dans la catégorie BMX freestyle « Park », où elle championne du monde en 2018.

## Biographie
Perris Benegas est originaire de Reno et se lance dans le BMX freestyle grâce à ses frères. Elle attire d'abord l'attention sur elle à travers des vidéos. Lorsque le BMX freestyle est reconnu par l'Union cycliste internationale au milieu des années 2010, elle commence à participer à leurs compétitions. Aux championnats du monde de cyclisme urbain 2018, deuxième édition des mondiaux, elle remporte le titre de BMX freestyle Park. Entre 2017 et 2023, elle est la seule rideuse titrée avec sa compatriote Hannah Roberts, quintuple championne du monde durant cette période. Perris Benegas atteint également la finale des championnats en 2019, 2021 et 2022, mais sans obtenir de médaille. Elle prend la deuxième place aux championnats panaméricains de BMX Freestyle en 2019.
Benegas participe aux Jeux olympiques de Tokyo, déplacés en 2021. Elle termine deuxième lors des qualifications du BMX freestyle Park, mais rate de peu le podium en finale avec une quatrième place. En 2022, elle est championne des États-Unis pour la première fois, reléguant la championne du monde Hannah Roberts à la deuxième place. Lors de la Coupe du monde de BMX Freestyle Park, elle monte sur le podium à plusieurs reprises, et en 2019, elle prend la deuxième place du classement général.
Aux Jeux olympiques d'été de 2024, elle remporte la médaille d'argent en freestyle Park.

### Vie personnelle
Perris Benegas est lesbienne. Après sa médaille d'argent aux Jeux olympiques, elle est vue embrassant sa compagne.

## Palmarès en BMX freestyle

### Jeux olympiques
- Tokyo 2020
  - 4e du BMX freestyle Park
- Paris 2024
  -  Médaillée d'argent du BMX freestyle Park

### Championnats du monde
- Chengdu 2018
  -  Championne du monde de BMX freestyle Park

### Coupe du monde
- Coupe du monde de BMX Freestyle Park
  - 2019 : 2e du classement général
  - 2022 : 5e du classement général

### Championnats panaméricains
- Cary 2019
  -  Médaillée d'argent du BMX freestyle Park

### Championnats des États-Unis
- 2022
  -  Championne des États-Unis de BMX freestyle Park